# Daniel Keyes
Daniel Keyes (9. srpna 1927 Brooklyn, New York – 15. června 2014 Boca Raton, Florida) byl americký spisovatel.

## Život
Narodil se roku 1927 v New Yorku, V sedmnácti letech vstoupil do Americké námořní služby, kde pracoval jako stevard a lodní pokladník. Následně roku 1950 vystudoval na Newyorské univerzitě (na Brooklyn College) psychologii a anglickou a americkou literaturu a získal titul bakaláře. Po ukončení studia krátce pracoval jako redaktor v magazínu Marvel Science Stories, kde roku 1952 debutoval povídkou Precedent (Precedens). Byl také spolumajitelem fotoateliéru a nakonec se stal učitelem angličtiny na newyorských středních školách. Roku 1952 se oženil s Aureou Georginou Vazquezovou, se kterou měl tři děti.
Roku 1961 získal na Newyorské univerzitě titul magistra v oboru anglické a americké literatury a stal se odborným asistentem na Wayne State University v Detroitu, kde vyučoval tvůrčí psaní. Od roku 1966 vyučoval na univerzitě v Ohiu v Athens a roku 1972 zde byl jmenován profesorem angličtiny a tvůrčího psaní. V roce 2000 odešel do důchodu a odstěhoval se na jih Floridy do Boca Raton, kde roku 2014 zemřel na komplikace způsobené zápalem plic.
Po několik sci-fi povídkách mu roku 1959 přinesl světovou slávu příběh o experimentu s lidskou inteligencí Flowers for Algernon (Růže pro Algernon), který získal roku 1960 cenu cenu Hugo. Stejně působivá je i románová verze této povídky z roku 1966, která získala roku 1967 cenu Nebula. Za knihu o nebezpečně rozpolcené osobnosti The Minds of Billy Milligan (1981, Osobnosti Billyho Milligana) obdržel roku 1986 německou cenu Kurd-Laßwitz-Preis a roku 1993 japonskou cenu Seiun. Roku 2000 mu SFWA (Science Fiction and Fantasy Writers of America) udělila titul Author Emeritus (Zasloužilý autor)

## Dílo

### Povídky
- Precedent (1952, Precedens).
- Robot Unwanted (1952).
- Something Borrowed (1952).
- The Trouble with Elmo (1958).
- Flowers for Algernon (1959, Růže pro Algernon), cena Hugo 1960.
- Crazy Maro (1960).
- The Quality of Mercy (1960).
- A Jury of Its Peers (1963).
- The Spellbinder (1967).
- Mama's Girl (1992).

### Romány
- Flowers for Algernon (1966, Růže pro Algernon), cena Nebula 1967, román napsaný na základě vlastni povídky z roku 1959.
- The Touch (1968), roku 1977 jako The Contaminated Man, thriller na okraji sci-fi, v němž průmyslová nehoda s následným radioaktivním ozářením zcela změní spokojený život mladého manželského páru.
- The Fifth Sally (1980, Pátá Sally), příběh zdánlivě všední číšnice, která je ve skutečnosti nebezpečně rozpolcenou osbností s několika nesourodými charaktery.
- The Minds of Billy Milligan (1981, Osobnosti Billyho Milligana), cena Kurd-Laßwitz-Preis 1986 a cena Seiun 1993, non-fiction román napsaný na základě skutečné události, v němž se jeho hlavní postava, trpící disociativní poruchou identity, stává obětí vlivu dvaceti čtyř různorodých osobností, které ho bez kontroly nad vlastním chováním donutí k loupežím a k únosu a znásilnění tří žen. Román byl přeložen do čtrnácti jazyků, mimo jiné do čínštiny, japonštiny, ruštiny, francouzštiny, němčiny, španělštiny a do dalších.
- Unveiling Claudia: A True Story of Serial Murder (1986), detektivní román napsaný na motivy skutečné události. ve kterém se mladá žena dozná k několikanásobné vraždě a jako důkaz uvádí podrobné znalosti průběhu tohoto trestného činu. Během její vazby však vražedné útoky pokračují.
- The Milligan Wars (1994, Milliganovy války), pokračování románu The Minds of Billy Milligan, kniha vyšla v japonštině (1994), čínštině (2000) a francouzštině (2009), anglicky doposud nevyšla. Román vypráví o Milliganově desetiletém pobytu v přísně chráněných léčebných ústavech poté, co byl uznán za neodpovědného za své činy, a o jeho boji s veřejným míněním a médii. Nakonec byl Millgan propuštěn jako zcela vyléčený.
- The Asylum Prophecies (2009), další román o rozpolcené osobnosti, ve kterém mladá žena, trpící touto duševní poruchou, je jediná, která může zastavit hrozící teroristický útok proti Spojeným státům.

### Eseje a literatura faktu
- How Much Does a Character Cost? (1973), esej.
- Algernon, Charlie, and I: A Writer's Journey (2000), kniha odkrývající pozadí vzniku Růže pro Algernon.

## Filmové adaptace
- The Two Worlds of Charlie Gordon (1961, Dva světy Charlieho Gordona), americký televizní film podle povídky Růže pro Algernon, v hlavní roli Cliff Robertson.
- Charly (1968), americký film podle románu Růže pro Algernon, režie Ralph Nelson, v hlavní roli Cliff Robertson, který za tuto roli obdržel roku 1968 Oscara za nejlepší mužský herecký výkon v hlavní roli.[9] Scenárista Sterling Silliphant obdržel roku 1969 za tento film Zlatý glóbus za nejlepší scénář[10]
- Flowers for Algernon (2000, Růže pro Algernon), americký televizní film, režie Jeff Bleckner, v hlavní roli Matthew Modine.
- Des fleurs pour Algernon (2006, Růže pro Algernon), francouzský televizní film, režie David Delrieux, v hlavní roli Julien Boisselier.
- Algernon ni Hanataba wo (2015), japonský televizní seriál, v hlavní roli Tomohisa Jamašita.
- podle románu The Minds of Billy Milligan se připravuje film The Crowded Room s Leonardem DiCapriem v hlavní roli.

## Česká vydání
- Růže pro Algernon, povídka:
  - antologie Vlak do pekla, Albatros, Praha 1976, přeložil Oldřich Černý, znovu 1983 a 1992.
  - antologie Hugo Story I: 1955–1961, Winston Smith, Praha 1993, přeložil Oldřich Černý.
  - antologie Síň slávy: Nejlepší SF povídky všech dob 1947–1964, Baronet, Praha 2003, pod názvem Kytky pro Algernona, přeložil Radvan Markus.
- Růže pro Algernon, román, Knižní klub, Praha 2000, přeložil Richard Podaný, znovu Lucka Bohemia, Velké Přílepy 2011.
- 24 osobností Billyho Milligana, román, Argo, Praha 2023, přeložil Jiří Hanuš.